# اسلام‌آباد علیا (رامیان)
اسلام‌آباد علیا، روستایی است از توابع بخش مرکزی شهرستان رامیان در استان گلستان ایران.

## جمعیت
این روستا در دهستان دلند قرار دارد و براساس سرشماری مرکز آمار ایران در سال ۱۳۸۵، جمعیت آن ۳۱۷ نفر (۷۸ خانوار) بوده‌است.